# Memecylon geddesianum
Memecylon geddesianum är en tvåhjärtbladig växtart som beskrevs av William Grant Craib. Memecylon geddesianum ingår i släktet Memecylon och familjen Melastomataceae. Inga underarter finns listade i Catalogue of Life.